# فردریکسوند
فردریکسوند (به لاتین: Frederikssund) یک شهر در دانمارک است که در Frederikssund Municipality واقع شده‌است. فردریکسوند ۸٫۱۶ کیلومتر مربع مساحت و ۱۶٬۳۳۷ نفر جمعیت دارد.

## خواهرخوانده
شهرهای رامس‌گیت، Aurskog-Høland، کاتیرا، بخش کوملا و Sipoo خواهرخوانده‌های فردریکسوند هستند.